# 愛と宿命の泉
『愛と宿命の泉』（あいとしゅくめいのいずみ）は、1986年制作のフランス映画。マルセル・パニョル原作の小説L'Eau des collinesの映画化。クロード・ベリ監督。2部構成。

## PART1『フロレット家のジャン』
『愛と宿命の泉 PART1/フロレット家のジャン』（原題：Jean de Florette）

### あらすじ
1920年代の南仏プロヴァンスのある小さな村。軍を除隊して帰郷したウゴランは、カーネーションの栽培で生計を立てようとした。それには広大な土地と豊富な水が必要だったが、その両方を兼ね備えた土地を隣人が所有していた。“パペ”と呼ばれ地元の有力者である伯父のセザールと共に隣人に土地の譲渡を持ちかけるが、普段から折り合いの悪かった両者は口論となり、はずみで隣人を殺してしまう。
セザールとウゴランは、隣人の土地の価値を下げて安く手に入れるため、敷地内にある泉をセメントで固めてしまう。2人の目論見とは裏腹に、土地は隣人の亡き妹フロレットの息子ジャンが相続することになるが、2人は村人たちにジャンがフロレットの息子であることを隠し、よそ者であると触れ回ってジャンの孤立を図る。
そうした事情を知らないジャンは妻エメと娘マノンと共に引っ越してきて、農業とウサギの飼育を始める。セザールとウゴランに敷地内の泉をセメントで固められてしまっていたため、農業・生活用水は雨水に頼るしかなかった。1年目こそ雨に恵まれて豊作となったが、翌年は干ばつとなり、農作物は枯れ果てウサギの多くは死んでしまう。手元の資金が尽きたジャンは井戸を掘るためにダイナマイトで岩盤を爆破するが、飛んできた岩盤の破片が頭に当たって命を落としてしまう。
ジャンの死後、エメはセザールとウゴランに土地を売却する。マノンは、2人が泉のセメントを剥がし、水が湧き出てくるのを喜び合っているのを目撃するのであった。

### キャスト
- セザール・スベラン“パペ”：イヴ・モンタン
- ウゴラン：ダニエル・オートゥイユ
- ジャン：ジェラール・ドパルデュー
- エメ：エリザベート・ドパルデュー
- マノン：エルネスティーヌ・マズローナ

## PART2『泉のマノン』
『愛と宿命の泉 PART2/泉のマノン』（原題：Manon des Sources）

### あらすじ
前作から10年後。ウゴランはジャンから手に入れた土地でカーネーション栽培を成功させていた。
ある日、彼は森の中で見かけた山羊飼いの娘に一目惚れする。それは、かつて自分たちが死に追いやったジャンの娘マノンであった。ウゴランはマノンに求愛するが、マノンにとってウゴランは父の仇であり、頑なに拒絶する。彼女は村外の出身者で、村で教師をしているベルナールのことが気になっていた。
いつものように森で山羊を追っていたマノンは、村人たちの会話を盗み聞きし、ジャンの土地には元々泉があったこと、生前のジャンがダウジングで水脈を探していた時に、かつて泉があった場所をよそ者の彼には敢えて教えなかったという話を聞いてしまう。
偶然、山の中で村の水源を発見したマノンはそれを塞ぎ、村への水の流れを断ち切ってしまう。村はたちまち水不足に陥った。それはジャンを死に追いやった村人への復讐であった。村が水不足で紛糾する中、かつてセザールとウゴランが、ジャンの土地の泉をセメントで固めていたのを目撃したと村人の一人が証言し、二人の悪事が白日のもとに晒される。マノンとベルナールは、誰にも気付かれぬうちに村への水の流れを元に戻した。
ウゴランは自殺し、マノンはベルナールと結婚した。マノンの結婚式の日、セザールは久しぶりに村に帰郷した知人から、ジャンが自分の実の息子であることを聞くのであった。それからまもなく、セザールは自分の財産を孫娘であるマノンに譲る遺言を遺して、その生涯を閉じた。

### キャスト
- マノン：エマニュエル・ベアール
- ウゴラン：ダニエル・オートゥイユ
- セザール・スベラン“パペ”：イヴ・モンタン
- ベルナール：イポリット・ジラルド
- デルフィーヌ：イヴォンヌ・ガミー
- エリアシン：ディディエ・パン

## 受賞
- 第12回セザール賞
  - 最優秀男優賞（ダニエル・オートゥイユ）[2]
  - 最優秀女優賞（エマニュエル・ベアール）[2]
- 第41回英国アカデミー賞
  - 作品賞[3]
  - 助演男優賞（ダニエル・オートゥイユ）[4]
  - 撮影賞（ブリュノ・ニュイッテン）[5]
  - 脚色賞（クロード・ベリ、ジェラール・ブラッシュ）[6]
- 第59回ナショナル・ボード・オブ・レビュー賞外国語映画賞[7]
- 第25回カンザスシティ映画批評家協会賞 外国語映画賞（1987年）[8]